# Vlag van Nijlen
De vlag van Nijlen werd door de gemeenteraad op 4 februari 1985 officieel vastgesteld als de gemeentelijke vlag van de Antwerpse gemeente Nijlen. Op 2 september 1985 werd hij door het Bestuur van Vlaanderen bevestigd en uiteindelijk gepubliceerd op 8 juli 1986 in het officiële Belgisch Staatsblad.
Officieel wordt de vlag beschreven als:
Gevierendeeld 1. en 4. zwart met een gele leeuw, rood geklauwd en getongd 2. en 3. wit met een rode leeuw, de staart gespleten en schuingekruist, geel geklauwd, getongd en gekroond
De vlag is volledig gebaseerd op het gemeentewapen en ziet er dus helemaal hetzelfde uit. De wapenkwartieren in Brabant en Limburg aan de betrokkenheid van Nijlen bij de slag om Woeringen.

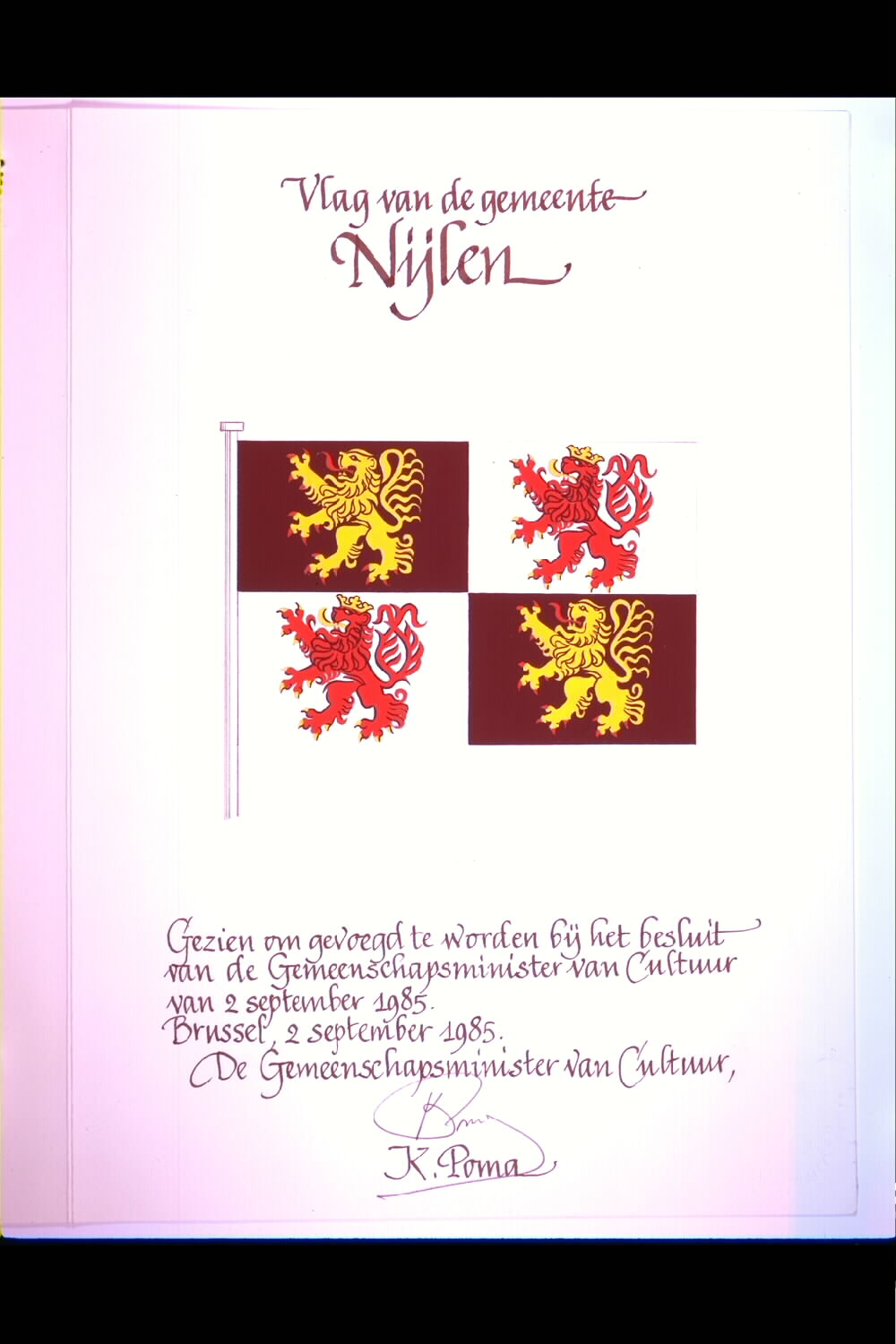
Ontwerp vlag getekend door Karel Poma